# Valdemoro-Sierra
Valdemoro-Sierra és un municipi de la província de Conca, a la comunitat autònoma de Castella-La Manxa. Limita amb Campillos-Sierra, Valdemorillo de la Sierra i Huerta del Marquesado.